# Uwierz (album)
Uwierz – ósmy album studyjny polskiej piosenkarki Stanisławy Celińskiej. Wydawnictwo ukazało się 22 listopada 2024 nakładem wytwórni muzycznej Musicom w dystrybucji e-Muzyka.
Album jest utrzymany w stylu muzyki pop i poezji śpiewanej. Składa się z wersji standardowej (1 CD).
Płyta zadebiutowała na 85. miejscu polskiej listy sprzedaży – OLiS.

## Lista utworów
Opracowano na podstawie materiału źródłowego.
| Uwierz – Wersja standardowa | Uwierz – Wersja standardowa | Uwierz – Wersja standardowa | Uwierz – Wersja standardowa | Uwierz – Wersja standardowa |
| Nr                          | Tytuł utworu                | Słowa                       | Muzyka                      | Długość                     |
| --------------------------- | --------------------------- | --------------------------- | --------------------------- | --------------------------- |
| 1.                          | „Zatrzymanie”               | Stanisława Celińska         | Tomasz Bajerski             | 5:15                        |
| 2.                          | „Idziemy”                   | Stanisława Celińska         | Tomasz Bajerski             | 5:23                        |
| 3.                          | „Wspomnienie o babci”       | Stanisława Celińska         | Tomasz Bajerski             | 4:43                        |
| 4.                          | „Uwierz”                    | Stanisława Celińska         | Tomasz Bajerski             | 4:45                        |
| 5.                          | „Brzoza”                    | Stanisława Celińska         | Tomasz Bajerski             | 5:55                        |
| 6.                          | „Chwila miłosna”            | Stanisława Celińska         | Tomasz Bajerski             | 4:15                        |
| 7.                          | „Deszcz”                    | Stanisława Celińska         | Tomasz Bajerski             | 6:15                        |
| 8.                          | „Późna miłość”              | Stanisława Celińska         | Tomasz Bajerski             | 5:51                        |
| 9.                          | „Niebieska podróż”          | Stanisława Celińska         | Tomasz Bajerski             | 3:39                        |
| 10.                         | „Szczęście”                 | Stanisława Celińska         | Tomasz Bajerski             | 5:13                        |
| 11.                         | „Ziemio moja”               | Stanisława Celińska         | Tomasz Bajerski             | 5:03                        |
| 12.                         | „Bezsilność”                | Stanisława Celińska         | Tomasz Bajerski             | 5:55                        |
| 13.                         | „Modlitwa bezsilnego”       | Stanisława Celińska         | Tomasz Bajerski             | 3:29                        |
| 14.                         | „Będziemy”                  | Stanisława Celińska         | Tomasz Bajerski             | 3:56                        |
| 15.                         | „Precz stąd”                | Stanisława Celińska         | Tomasz Bajerski             | 4:13                        |
| 16.                         | „Lubię koparki”             | Stanisława Celińska         | Tomasz Bajerski             | 3:58                        |
|                             |                             |                             |                             | 1:17:48                     |

## Pozycje na listach sprzedaży

### Pozycje na listach tygodniowych
| Kraj   | Lista (2024)            | Najwyższa pozycja |
| ------ | ----------------------- | ----------------- |
| Polska | OLiS – albumy           | 85                |
| Polska | OLiS – albumy fizycznie | 31                |